# Morti nel 1499
| Questa pagina contiene informazioni ricavate automaticamente dalle voci biografiche con l'ausilio del template Bio e di un bot. L'aggiornamento è periodico e automatico e ricostruisce completamente la pagina. Se manca una persona in questa lista, sei pregato di non aggiungerla, ma accertati piuttosto che la sua voce biografica contenga il template Bio e che i dati anagrafici siano correttamente compilati. Se il template Bio manca, inseriscilo tu stesso o, in alternativa, metti l'avviso {{tmp\|Bio}} che ne segnala la mancanza. Se i dati riportati sono sbagliati, correggi direttamente la voce biografica; le modifiche saranno visibili in questa lista entro pochi giorni. Per chiarimenti vedi il progetto biografie. La lista contiene solo le 40 persone che sono citate nell'enciclopedia e per le quali è stato implementato correttamente il template Bio. Pagina aggiornata al 2 mag 2025. |

- 9 gennaio - Giovanni I di Brandeburgo, principe tedesco (n. 1455)
- 27 gennaio - Antonello Sanseverino, nobile italiano (n. 1458)
- 8 marzo - Cristoforo Castiglione, militare e cavaliere medievale italiano (n. 1456)
- 8 marzo - Gaspare Ambrogio Visconti, poeta e letterato italiano (n. 1461)
- 24 marzo - Edward Stafford, II conte di Wiltshire, nobile inglese (n. 1470)
- 7 aprile - Galeotto I Pico della Mirandola, condottiero e nobile italiano (n. 1442)
- 22 aprile - Bernardino Gadolo, religioso e letterato italiano (n. 1463)
- 12 maggio - Alamanno Rinuccini, umanista italiano (n. 1426)
- 22 maggio - Pasquale Diaz Garlon, nobiluomo italiano
- 12 giugno - Adriano Fiorentino, scultore e medaglista italiano
- 6 agosto - Jean Bilhères de Lagraulas, abate, vescovo cattolico e cardinale francese
- 8 agosto - Nicolò Franco, vescovo cattolico italiano
- 14 agosto - Luigi Capra, vescovo cattolico italiano (n. 1437)
- 29 agosto - Alesso Baldovinetti, pittore italiano (n. 1427)
- 12 settembre - Iolanda di Savoia, principessa (n. 1487)
- 1º ottobre - Marsilio Ficino, filosofo, umanista e astrologo italiano (n. 1433)
- 1º ottobre - Paolo Vitelli, condottiero e cavaliere medievale italiano (n. 1461)
- 5 ottobre - Nicoletto Vernia, filosofo, astrologo e medico italiano (n. 1428)
- 8 novembre - Camillo Boiardo, nobile italiano (n. 1480)
- 23 novembre - Perkin Warbeck, nobile inglese (n. 1474)
- 28 novembre - Edoardo Plantageneto, XVII conte di Warwick, principe inglese (n. 1475)
- 25 dicembre - István Zápolya, nobile ungherese
- Paolo Attavanti, religioso italiano (n. 1445)
- Giacomo Bacio Terracina, vescovo cattolico italiano
- Tursun Beg, storico e scrittore ottomano (n. 1420)
- Lucio Bellanti, condottiero e astrologo italiano
- Laura Cereta, umanista e scrittrice italiana (n. 1469)
- Ambrogio Contarini, ambasciatore e esploratore italiano (n. 1429)
- Niccolò Cybo, cardinale italiano
- Alfonso Díaz de Montalvo, giurista spagnolo (n. 1405)
- Huitzilatzin
- Guidaccio Manfredi, mercenario italiano
- Francesco Prendilacqua, umanista italiano
- Rennyo, monaco buddista giapponese (n. 1415)
- Antonio Rizzo, scultore e architetto italiano
- Paolo Antonio Soderini, giurista e ambasciatore italiano (n. 1448)
- Jacopo da Montagnana, pittore italiano
- Giovanni da Padova, architetto italiano (n. 1428)
- Adrián de Moxica, nobile, esploratore e navigatore spagnolo (n. 1453)
- Çandarlı İbrahim Pascià II, politico ottomano (n. 1429)